# Cumatetralil
Coumatetralil é um fármaco anticoagulante, que funciona como antagonista da vitamina K.